# Morne Jacob
Morne Jacob är ett berg i Martinique.  Det ligger i den norra delen av Martinique, 18 km norr om huvudstaden Fort-de-France. Toppen på Morne Jacob är 884 meter över havet